# Habenaria muricata
Habenaria muricata är en orkidéart som först beskrevs av Johannes Conrad Schauer, och fick sitt nu gällande namn av Heinrich Gustav Reichenbach. Habenaria muricata ingår i släktet Habenaria och familjen orkidéer. Inga underarter finns listade i Catalogue of Life.